# Герроу-енд-Велдстон (станція)
51°35′33″ пн. ш. 0°20′04″ зх. д. / 51.592393° пн. ш. 0.334404° зх. д.

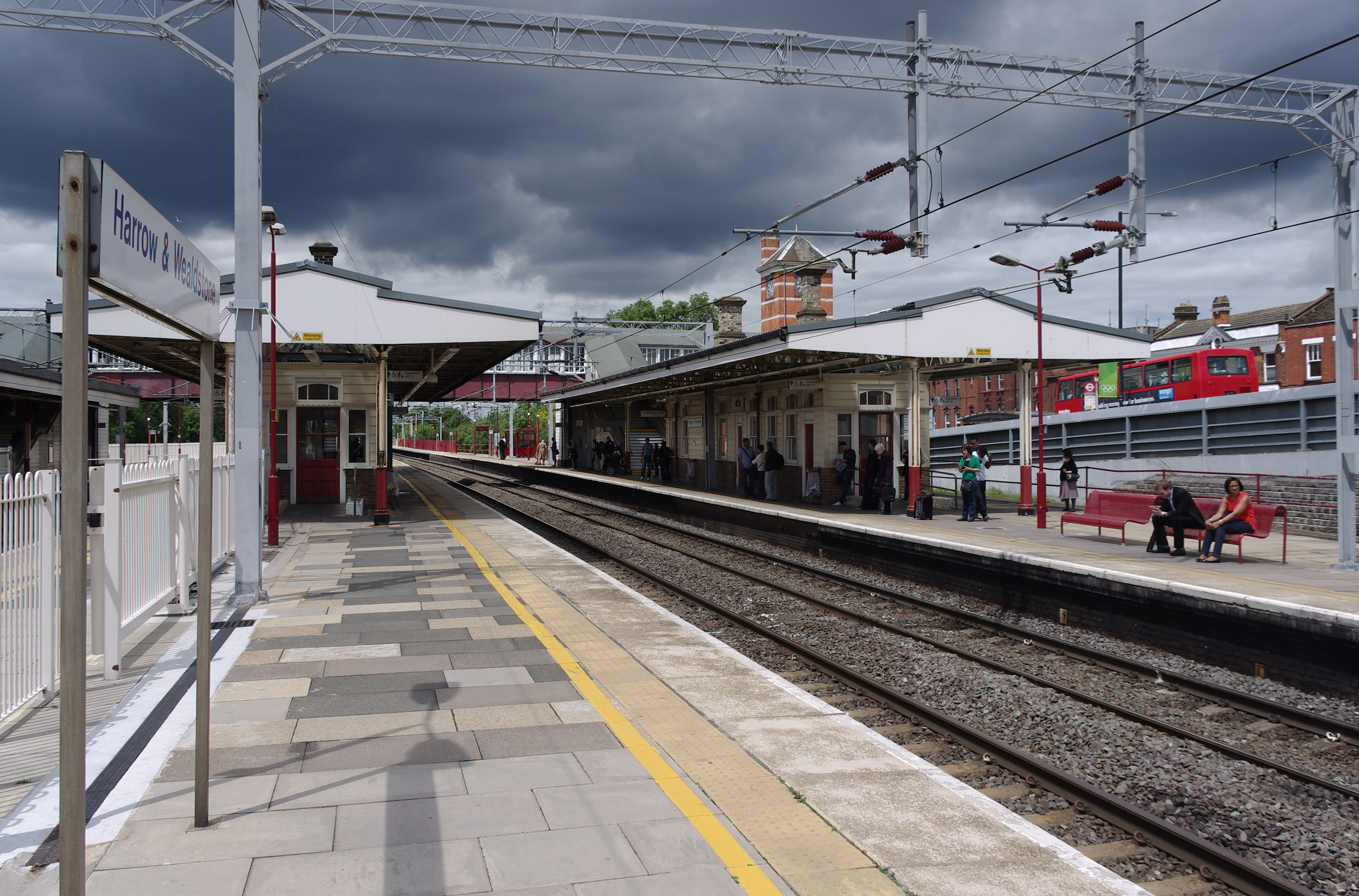
Платформа станції Герроу-енд-Велдстон

Герроу-енд-Велдстон (англ. Harrow & Wealdstone) — станція Лондонського метрополітену лінії Бейкерлоо, London Overground лінія Watford DC line та West Coast Main Line (WCML) розташована у районі Велдстон, у 5-й тарифній зоні. В 2017 році пасажирообіг станції, для National Rail, склав 3.740 млн осіб, для Лондонського метро — 4.83 млн осіб

## Історія
- 20 липня 1837: відкриття станції у складі London and Birmingham Railway (L&BR), як Герроу.
- 16 квітня 1917: відкриття трафіку на лінії Бейкерлоо

## Пересадки
- на автобуси London Buses маршрутів 140, 182, 186, 258, 340, H9, H10 та нічного маршруту N18.